# Pseudococcyx
Pseudococcyx is een geslacht van vlinders van de familie bladrollers (Tortricidae), uit de onderfamilie Olethreutinae.

## Soorten
- Pseudococcyx turionella (Linnaeus, 1758)
- Pseudococcyx mughiana (Zeller, 1868)
- Pseudococcyx posticana (Zetterstedt, 1839)
- Pseudococcyx tessulatana (Staudinger, 1871)